# Équipe d'Allemagne de football à la Coupe du monde 2018
Cet article relate le parcours de l'Équipe d'Allemagne de football lors de la Coupe du monde de football 2018 organisée en Russie du 14 juin au 15 juillet 2018. La Nationalmannschaft est éliminée dès le premier tour, c'est sa pire performance dans ce tournoi depuis 1938.

## Préparation de l'événement

### Qualification

#### Groupe de qualification
| Rang | Équipe          | Pts | J  | G  | N | P  | Bp | Bc | Diff |  | Résultats (▼ dom., ► ext.) |     |     |     |     |     |     |
| ---- | --------------- | --- | -- | -- | - | -- | -- | -- | ---- |  | -------------------------- | --- | --- | --- | --- | --- | --- |
| 1    | Allemagne       | 30  | 10 | 10 | 0 | 0  | 43 | 4  | +39  |  | Allemagne                  |     | 2-0 | 3-0 | 6-0 | 5-1 | 7-0 |
| 2    | Irlande du Nord | 19  | 10 | 6  | 1 | 3  | 17 | 6  | +11  |  | Irlande du Nord            | 1-3 |     | 2-0 | 2-0 | 4-0 | 4-0 |
| 3    | Tchéquie        | 15  | 10 | 4  | 3 | 3  | 17 | 10 | +7   |  | Tchéquie                   | 1-2 | 0-0 |     | 2-1 | 0-0 | 5-0 |
| 4    | Norvège         | 13  | 10 | 4  | 1 | 5  | 17 | 16 | +1   |  | Norvège                    | 0-3 | 1-0 | 1-1 |     | 2-0 | 4-1 |
| 5    | Azerbaïdjan     | 10  | 10 | 3  | 1 | 6  | 10 | 19 | -9   |  | Azerbaïdjan                | 1-4 | 0-1 | 1-2 | 1-0 |     | 5-1 |
| 6    | Saint-Marin     | 0   | 10 | 0  | 0 | 10 | 2  | 51 | -49  |  | Saint-Marin                | 0-8 | 0-3 | 0-6 | 0-8 | 0-1 |     |

| 1er match              | Norvège                       | 0 – 3   | Allemagne                    |                                                                        |                                                                        |
| 4 septembre 2016 20h45 |                               | (0 – 2) | 16e 60e Müller · 45e Kimmich | Ullevaal Stadion, Oslo Spectateurs : 26 793 Arbitrage : William Collum | Ullevaal Stadion, Oslo Spectateurs : 26 793 Arbitrage : William Collum |
| 4 septembre 2016 20h45 | Rapport (FIFA) Rapport (UEFA) |         |                              | Ullevaal Stadion, Oslo Spectateurs : 26 793 Arbitrage : William Collum | Ullevaal Stadion, Oslo Spectateurs : 26 793 Arbitrage : William Collum |

| 2e match             | Allemagne                     | 3 – 0   | Tchéquie |                                                                        |                                                                        |
| 8 octobre 2016 20h45 | Müller 13e 65e · Kroos 49e    | (1 – 0) |          | Imtech Arena, Hambourg Spectateurs : 51 299 Arbitrage : Ovidiu Hațegan | Imtech Arena, Hambourg Spectateurs : 51 299 Arbitrage : Ovidiu Hațegan |
| 8 octobre 2016 20h45 | Rapport (FIFA) Rapport (UEFA) |         |          | Imtech Arena, Hambourg Spectateurs : 51 299 Arbitrage : Ovidiu Hațegan | Imtech Arena, Hambourg Spectateurs : 51 299 Arbitrage : Ovidiu Hațegan |

| 3e match              | Allemagne                     | 2 – 0   | Irlande du Nord |                                                                       |                                                                       |
| 11 octobre 2016 20h45 | Draxler 13e · Khedira 17e     | (2 – 0) |                 | HDI-Arena, Hanovre Spectateurs : 42 132 Arbitrage : Paolo Tagliavento | HDI-Arena, Hanovre Spectateurs : 42 132 Arbitrage : Paolo Tagliavento |
| 11 octobre 2016 20h45 | Rapport (FIFA) Rapport (UEFA) |         |                 | HDI-Arena, Hanovre Spectateurs : 42 132 Arbitrage : Paolo Tagliavento | HDI-Arena, Hanovre Spectateurs : 42 132 Arbitrage : Paolo Tagliavento |

| 4e match               | Saint-Marin                   | 0 – 8   | Allemagne                                                                            |                                                                           |                                                                           |
| 11 novembre 2016 20h45 |                               | (0 – 3) | 7e Khedira · 9e 58e 76e Gnabry · 32e 65e Hector · 82e (csc) Stefanelli · 85e Volland | Stadio Olimpico, Serravalle Spectateurs : 3 851 Arbitrage : Artyom Kuchin | Stadio Olimpico, Serravalle Spectateurs : 3 851 Arbitrage : Artyom Kuchin |
| 11 novembre 2016 20h45 | Rapport (FIFA) Rapport (UEFA) |         |                                                                                      | Stadio Olimpico, Serravalle Spectateurs : 3 851 Arbitrage : Artyom Kuchin | Stadio Olimpico, Serravalle Spectateurs : 3 851 Arbitrage : Artyom Kuchin |

| 5e match           | Azerbaïdjan                   | 1 – 4   | Allemagne                                 |                                                                             |                                                                             |
| 26 mars 2017 18h00 | Nazarov 31e                   | (1 – 3) | 19e 81e Schürrle · 36e Müller · 45e Gomez | Stade Tofiq-Béhramov, Bakou Spectateurs : 30 000 Arbitrage : Daniele Orsato | Stade Tofiq-Béhramov, Bakou Spectateurs : 30 000 Arbitrage : Daniele Orsato |
| 26 mars 2017 18h00 | Rapport (FIFA) Rapport (UEFA) |         |                                           | Stade Tofiq-Béhramov, Bakou Spectateurs : 30 000 Arbitrage : Daniele Orsato | Stade Tofiq-Béhramov, Bakou Spectateurs : 30 000 Arbitrage : Daniele Orsato |

| 6e match           | Allemagne                                                                | 7 – 0   | Saint-Marin |                                                                           |                                                                           |
| 10 juin 2017 20h45 | Draxler 11e · Wagner 16e 29e 85e · Younes 38e · Mustafi 47e · Brandt 72e | (4 – 0) |             | Grundig Stadion, Nuremberg Spectateurs : 32 467 Arbitrage : Radu Petrescu | Grundig Stadion, Nuremberg Spectateurs : 32 467 Arbitrage : Radu Petrescu |
| 10 juin 2017 20h45 | Rapport (FIFA) Rapport (UEFA)                                            |         |             | Grundig Stadion, Nuremberg Spectateurs : 32 467 Arbitrage : Radu Petrescu | Grundig Stadion, Nuremberg Spectateurs : 32 467 Arbitrage : Radu Petrescu |

| 7e match                 | Tchéquie                      | 1 – 2   | Allemagne               |                                                                    |                                                                    |
| 1er septembre 2017 20h45 | Darida 78e                    | (0 – 1) | 4e Werner · 88e Hummels | Eden Aréna, Prague Spectateurs : 18 093 Arbitrage : Sergei Karasev | Eden Aréna, Prague Spectateurs : 18 093 Arbitrage : Sergei Karasev |
| 1er septembre 2017 20h45 | Rapport (FIFA) Rapport (UEFA) |         |                         | Eden Aréna, Prague Spectateurs : 18 093 Arbitrage : Sergei Karasev | Eden Aréna, Prague Spectateurs : 18 093 Arbitrage : Sergei Karasev |

| 8e match               | Allemagne                                                          | 6 – 0   | Norvège |                                                                                   |                                                                                   |
| 4 septembre 2017 20h45 | Özil 10e · Draxler 17e · Werner 21e 40e · Goretzka 50e · Gómez 79e | (4 – 0) |         | Mercedes-Benz Arena, Stuttgart Spectateurs : 53 814 Arbitrage : Gediminas Mažeika | Mercedes-Benz Arena, Stuttgart Spectateurs : 53 814 Arbitrage : Gediminas Mažeika |
| 4 septembre 2017 20h45 | Rapport (FIFA) Rapport (UEFA)                                      |         |         | Mercedes-Benz Arena, Stuttgart Spectateurs : 53 814 Arbitrage : Gediminas Mažeika | Mercedes-Benz Arena, Stuttgart Spectateurs : 53 814 Arbitrage : Gediminas Mažeika |

| 9e match             | Irlande du Nord               | 1 – 3   | Allemagne                          |                                                                       |                                                                       |
| 5 octobre 2017 20h45 | Magennis 90+3e                | (0 – 2) | 2e Rudy · 21e Wagner · 86e Kimmich | Windsor Park, Belfast Spectateurs : 18 104 Arbitrage : Danny Makkelie | Windsor Park, Belfast Spectateurs : 18 104 Arbitrage : Danny Makkelie |
| 5 octobre 2017 20h45 | Rapport (FIFA) Rapport (UEFA) |         |                                    | Windsor Park, Belfast Spectateurs : 18 104 Arbitrage : Danny Makkelie | Windsor Park, Belfast Spectateurs : 18 104 Arbitrage : Danny Makkelie |

| 10e match            | Allemagne                                            | 5 – 1   | Azerbaïdjan   |                                                                                        |                                                                                        |
| 8 octobre 2017 20h45 | Goreztka 9e 66e · Wagner 54e · Rüdiger 64e · Can 81e | (1 – 1) | 34e Sheydayev | Fritz-Walter-Stadion, Kaiserslautern Spectateurs : 34 613 Arbitrage : Andris Treimanis | Fritz-Walter-Stadion, Kaiserslautern Spectateurs : 34 613 Arbitrage : Andris Treimanis |
| 8 octobre 2017 20h45 | Rapport (FIFA) Rapport (UEFA)                        |         |               | Fritz-Walter-Stadion, Kaiserslautern Spectateurs : 34 613 Arbitrage : Andris Treimanis | Fritz-Walter-Stadion, Kaiserslautern Spectateurs : 34 613 Arbitrage : Andris Treimanis |

#### Statistiques
| MJ | Joueurs |
| -- | ------- |
| 0  | 0       |

| Buts  | Joueurs |
| ----- | --- |
| 5     | Thomas Müller, Sandro Wagner |
| 3     | Julian Draxler, Serge Gnabry, Leon Goretzka, Timo Werner                                                                                     |
| 2     | Mario Gómez, Jonas Hector, Sami Khedira, Joshua Kimmich, André Schürrle                                                                      |
| 1     | Julian Brandt, Emre Can, Mats Hummels, Toni Kroos, Shkodran Mustafi, Mesut Özil, Antonio Rüdiger, Sebastian Rudy, Kevin Volland, Amin Younes |
| (csc) | Mattia Stefanelli |

### Préparation

#### Matchs de préparation à la Coupe du monde
Détail des matchs amicaux
| Match amical                 | Angleterre | 0 – 0   | Allemagne | Stade Wembley, Londres                            |                                                   |
| 10 novembre 2017 20 h 45 HEC |            | (0 - 0) |           | Spectateurs : 81 382 Arbitrage : Paweł Raczkowski | Spectateurs : 81 382 Arbitrage : Paweł Raczkowski |
| 10 novembre 2017 20 h 45 HEC | Rapport    |         |           | Spectateurs : 81 382 Arbitrage : Paweł Raczkowski | Spectateurs : 81 382 Arbitrage : Paweł Raczkowski |

| Match amical                 | Allemagne                 | 2 – 2   | France            | RheinEnergieStadion, Cologne                  |                                               |
| 14 novembre 2017 20 h 45 HEC | Werner 56e · Stindl 90+3e | (0 - 1) | 33e 71e Lacazette | Spectateurs : 36 948 Arbitrage : Cüneyt Çakır | Spectateurs : 36 948 Arbitrage : Cüneyt Çakır |
| 14 novembre 2017 20 h 45 HEC | Rapport                   |         |                   | Spectateurs : 36 948 Arbitrage : Cüneyt Çakır | Spectateurs : 36 948 Arbitrage : Cüneyt Çakır |

| Match amical              | Allemagne  | 1 – 1   | Espagne    | ESPRIT arena, Düsseldorf   |                            |
| 23 mars 2018 20 h 45 HAEC | Müller 35e | (1 - 1) | 6e Rodrigo | Arbitrage : William Collum | Arbitrage : William Collum |
| 23 mars 2018 20 h 45 HAEC | Rapport    |         |            | Arbitrage : William Collum | Arbitrage : William Collum |

| Match amical              | Allemagne | 0 – 1   | Brésil            | Olympiastadion, Berlin     |                            |
| 27 mars 2018 20 h 45 HAEC |           | (0 - 1) | 37e Gabriel Jesus | Arbitrage : Jonas Eriksson | Arbitrage : Jonas Eriksson |
| 27 mars 2018 20 h 45 HAEC | Rapport   |         |                   | Arbitrage : Jonas Eriksson | Arbitrage : Jonas Eriksson |

| Match amical             | Autriche                     | 2 – 1   | Allemagne | Wörthersee Stadion, Klagenfurt |                            |
| 2 juin 2018 18 h 00 HAEC | Hinteregger 53e · Schöpf 69e | (0 - 1) | 11e Özil  | Arbitrage : Pavel Královec     | Arbitrage : Pavel Královec |
| 2 juin 2018 18 h 00 HAEC | [ Rapport]                   |         |           | Arbitrage : Pavel Královec     | Arbitrage : Pavel Královec |

| Match amical             | Allemagne                     | 2 – 1   | Arabie saoudite | BayArena, Leverkusen                           |                                                |
| 8 juin 2018 19 h 30 HAEC | Werner 8e · Hawsawi 43e (csc) | (2 - 0) | 84e Al-Jassim   | Spectateurs : 30 210 Arbitrage : Slavko Vinčić | Spectateurs : 30 210 Arbitrage : Slavko Vinčić |
| 8 juin 2018 19 h 30 HAEC | [ Rapport]                    |         |                 | Spectateurs : 30 210 Arbitrage : Slavko Vinčić | Spectateurs : 30 210 Arbitrage : Slavko Vinčić |

## Joueurs et encadrement
Le 15 mai le sélectionneur Joachim Löw dévoile une liste élargie de 27 joueurs. Le 4 juin, le sélectionneur dévoile la liste définitive de 23 joueurs, écartant Bernd Leno, Jonathan Tah, Nils Petersen et Leroy Sané.

## Compétition

### Format et tirage au sort
Le tirage au sort de la Coupe du monde a lieu le vendredi 1er décembre 2017 au Kremlin à Moscou. C’est le classement d’octobre qui est pris en compte, la sélection se classe 1er du classement FIFA, et l'Allemagne est placée dans le chapeau 1.

### Premier tour - Groupe F
|   | Équipe       | Pts | J | G | N | P | Bp | Bc | Diff |
| 1 | Suède        | 6   | 3 | 2 | 0 | 1 | 5  | 2  | +3   |
| 2 | Mexique      | 6   | 3 | 2 | 0 | 1 | 3  | 4  | -1   |
| 3 | Corée du Sud | 3   | 3 | 1 | 0 | 2 | 3  | 3  | 0    |
| 4 | Allemagne    | 3   | 3 | 1 | 0 | 2 | 2  | 4  | -2   |

| 11 | 17 juin 2018 | Allemagne    | 0 - 1 | Mexique      |
| 12 | 18 juin 2018 | Suède        | 1 - 0 | Corée du Sud |
| 27 | 23 juin 2018 | Allemagne    | 2 - 1 | Suède        |
| 28 | 23 juin 2018 | Corée du Sud | 1 - 2 | Mexique      |
| 43 | 27 juin 2018 | Corée du Sud | 2 - 0 | Allemagne    |
| 44 | 27 juin 2018 | Mexique      | 0 - 3 | Suède        |

#### Allemagne - Mexique
| Match 11                                                 | Allemagne | 0 - 1   | Mexique                                | Stade Loujniki, Moscou                           |                                                  |
| 17 juin 2018 · 18:00 (UTC+3) · Historique des rencontres |           | (0 - 1) | 35e Hirving Lozano (Javier Hernández ) | Spectateurs : 78 011 Arbitrage : Alireza Faghani | Spectateurs : 78 011 Arbitrage : Alireza Faghani |
| 17 juin 2018 · 18:00 (UTC+3) · Historique des rencontres | Rapport   |         |                                        | Spectateurs : 78 011 Arbitrage : Alireza Faghani | Spectateurs : 78 011 Arbitrage : Alireza Faghani |

| Allemagne | Mexique |

| ALLEMAGNE :     |    |                     |     |     |
|                 |    |                     |     |     |
| Gardien de but  | 01 | Manuel Neuer        |     |     |
|                 | 18 | Joshua Kimmich      |     |     |
|                 | 17 | Jérôme Boateng      |     |     |
|                 | 05 | Mats Hummels        | 84e |     |
|                 | 02 | Marvin Plattenhardt |     | 79e |
|                 | 08 | Toni Kroos          |     |     |
|                 | 06 | Sami Khedira        |     | 60e |
|                 | 13 | Thomas Müller       | 83e |     |
|                 | 10 | Mesut Özil          |     |     |
|                 | 07 | Julian Draxler      |     |     |
|                 | 09 | Timo Werner         |     | 86e |
| Remplaçants :   |    |                     |     |     |
|                 | 11 | Marco Reus          |     | 60e |
|                 | 23 | Mario Gómez         |     | 79e |
|                 | 20 | Julian Brandt       |     | 86e |
| Sélectionneur : |    |                     |     |     |
| Joachim Löw     |    |                     |     |     |

| MEXIQUE :          |    |                  |     |     |
|                    |    |                  |     |     |
| Gardien de but     | 13 | Guillermo Ochoa  |     |     |
|                    | 03 | Carlos Salcedo   |     |     |
|                    | 02 | Hugo Ayala       |     |     |
|                    | 15 | Héctor Moreno    | 40e |     |
|                    | 23 | Jesús Gallardo   |     |     |
|                    | 16 | Héctor Herrera   | 90e |     |
|                    | 18 | Andrés Guardado  |     | 74e |
|                    | 07 | Miguel Layún     |     |     |
|                    | 11 | Carlos Vela      |     | 58e |
|                    | 22 | Hirving Lozano   |     | 66e |
|                    | 14 | Javier Hernández |     |     |
| Remplaçants :      |    |                  |     |     |
|                    | 21 | Edson Álvarez    |     | 58e |
|                    | 09 | Raúl Jiménez     |     | 66e |
|                    | 04 | Rafael Márquez   |     | 74e |
| Sélectionneur :    |    |                  |     |     |
| Juan Carlos Osorio |    |                  |     |     |

| Assistants : Reza Sokhandan Mohammadreza Mansouri Quatrième arbitre : Mohammed Abdulla Hassan Mohamed Cinquième arbitre : Mohamed Al Hammadi Arbitre vidéo : Massimiliano Irrati Assistants arbitre vidéo : Wilton Sampaio Carlos Astroza Mark Geiger Homme du Match : Hirving Lozano |

#### Allemagne - Suède
| Match 27                                                 | Allemagne                                                      | 2 - 1   | Suède                               | Stade Ficht, Sotchi                               |                                                   |
| 23 juin 2018 · 21:00 (UTC+3) · Historique des rencontres | ( Mario Gómez) Marco Reus 48e · ( Marco Reus) Toni Kroos 90+5e | (0 - 1) | 32e Ola Toivonen (Viktor Claesson ) | Spectateurs : 44 287 Arbitrage : Szymon Marciniak | Spectateurs : 44 287 Arbitrage : Szymon Marciniak |
| 23 juin 2018 · 21:00 (UTC+3) · Historique des rencontres | Rapport                                                        |         |                                     | Spectateurs : 44 287 Arbitrage : Szymon Marciniak | Spectateurs : 44 287 Arbitrage : Szymon Marciniak |

| Allemagne | Suède |

| ALLEMAGNE :     |    |                 |          |     |
|                 |    |                 |          |     |
| Gardien de but  | 01 | Manuel Neuer    |          |     |
|                 | 18 | Joshua Kimmich  |          |     |
|                 | 16 | Antonio Rüdiger |          |     |
|                 | 17 | Jérôme Boateng  | 71e, 82e |     |
|                 | 03 | Jonas Hector    |          | 87e |
|                 | 19 | Sebastian Rudy  |          | 31e |
|                 | 08 | Toni Kroos      |          |     |
|                 | 13 | Thomas Müller   |          |     |
|                 | 07 | Julian Draxler  |          | 46e |
|                 | 11 | Marco Reus      |          |     |
|                 | 09 | Timo Werner     |          |     |
| Remplaçants :   |    |                 |          |     |
|                 | 21 | İlkay Gündoğan  |          | 31e |
|                 | 23 | Mario Gómez     |          | 46e |
|                 | 20 | Julian Brandt   |          | 87e |
| Sélectionneur : |    |                 |          |     |
| Joachim Löw     |    |                 |          |     |

| SUÈDE :         |    |                     |       |     |
|                 |    |                     |       |     |
| Gardien de but  | 01 | Robin Olsen         |       |     |
|                 | 02 | Mikael Lustig       |       |     |
|                 | 03 | Victor Lindelöf     |       |     |
|                 | 04 | Andreas Granqvist   |       |     |
|                 | 06 | Ludwig Augustinsson |       |     |
|                 | 17 | Viktor Claesson     |       | 74e |
|                 | 07 | Sebastian Larsson   | 90+7e |     |
|                 | 08 | Albin Ekdal         | 52e   |     |
|                 | 10 | Emil Forsberg       |       |     |
|                 | 09 | Marcus Berg         |       | 90e |
|                 | 20 | Ola Toivonen        |       | 78e |
| Remplaçants :   |    |                     |       |     |
|                 | 21 | Jimmy Durmaz        |       | 74e |
|                 | 11 | John Guidetti       |       | 78e |
|                 | 22 | Isaac Kiese Thelin  |       | 90e |
| Sélectionneur : |    |                     |       |     |
| Janne Andersson |    |                     |       |     |

| Assistants : Paweł Sokolnicki Tomasz Listkiewicz Quatrième arbitre : Ryūji Satō Cinquième arbitre : Toru Sagara Arbitre vidéo : Clément Turpin Assistants arbitre vidéo : Paweł Gil Cyril Gringore Paolo Valeri Homme du Match : Marco Reus |

#### Corée du Sud - Allemagne
| Match 43                                                 | Corée du Sud                                             | 2 - 0   | Allemagne | Kazan Arena, Kazan                           |                                              |
| 27 juin 2018 · 17:00 (UTC+3) · Historique des rencontres | Kim Young-gwon 90+3e · ( Ju Se-jong) Son Heung-min 90+6e | (0 - 0) |           | Spectateurs : 41 835 Arbitrage : Mark Geiger | Spectateurs : 41 835 Arbitrage : Mark Geiger |
| 27 juin 2018 · 17:00 (UTC+3) · Historique des rencontres | Rapport                                                  |         |           | Spectateurs : 41 835 Arbitrage : Mark Geiger | Spectateurs : 41 835 Arbitrage : Mark Geiger |

| Corée du Sud | Allemagne |

| CORÉE DU SUD :  |    |                |     |     |     |
|                 |    |                |     |     |     |
| Gardien de but  | 23 | Jo Hyeon-woo   |     |     |     |
|                 | 02 | Lee Yong       |     |     |     |
|                 | 05 | Yun Young-sun  |     |     |     |
|                 | 19 | Kim Young-gwon |     |     |     |
|                 | 14 | Hong Chul      |     |     |     |
|                 | 17 | Lee Jae-sung   | 23e |     |     |
|                 | 15 | Jung Woo-young | 9e  |     |     |
|                 | 20 | Jang Hyun-soo  |     |     |     |
|                 | 18 | Moon Seon-min  | 48e | 69e |     |
|                 | 13 | Koo Ja-cheol   |     | 56e |     |
|                 | 07 | Son Heung-min  | 65e |     |     |
| Remplaçants :   |    |                |     |     |     |
|                 | 11 | Hwang Hee-chan |     | 56e | 79e |
|                 | 08 | Ju Se-jong     |     | 69e |     |
|                 | 22 | Go Yo-han      |     | 79e |     |
| Sélectionneur : |    |                |     |     |     |
| Shin Tae-yong   |    |                |     |     |     |

| ALLEMAGNE :     |    |                |  |     |
|                 |    |                |  |     |
| Gardien de but  | 01 | Manuel Neuer   |  |     |
|                 | 18 | Joshua Kimmich |  |     |
|                 | 05 | Mats Hummels   |  |     |
|                 | 15 | Niklas Süle    |  |     |
|                 | 03 | Jonas Hector   |  | 78e |
|                 | 06 | Sami Khedira   |  | 58e |
|                 | 08 | Toni Kroos     |  |     |
|                 | 14 | Leon Goretzka  |  | 63e |
|                 | 10 | Mesut Özil     |  |     |
|                 | 11 | Marco Reus     |  |     |
|                 | 09 | Timo Werner    |  |     |
| Remplaçants :   |    |                |  |     |
|                 | 23 | Mario Gómez    |  | 58e |
|                 | 13 | Thomas Müller  |  | 63e |
|                 | 20 | Julian Brandt  |  | 78e |
| Sélectionneur : |    |                |  |     |
| Joachim Löw     |    |                |  |     |

| Assistants : Joe Fletcher Frank Anderson Quatrième arbitre : Julio Bascuñán Cinquième arbitre : Christian Schiemann Arbitre vidéo : Danny Makkelie Assistants arbitre vidéo : Tiago Martins Corey Rockwell Artur Soares Dias Homme du Match : Jo Hyeon-woo |

## Statistiques

### Temps de jeu
| Joueur                |          |          |          | TT       | But inscrit | Passe décisive | MJ       | MT       | Légende |
| --------------------- | -------- | -------- | -------- | -------- | ----------- | -------------- | -------- | -------- | --- |
| Gardiens              | Gardiens | Gardiens | Gardiens | Gardiens | Gardiens    | Gardiens       | Gardiens | Gardiens | Abréviations et symboles : TT : Total de minutes jouées MJ : Nombre de matchs joués MT : Matchs joués en tant que titulaire : but : passe décisive : joueur entré : joueur remplacé : capitaine : carton jaune : carton rouge |
| Manuel Neuer          | 90       | 90       | 90       | 270      | -           | -              | 3        | 3        | Abréviations et symboles : TT : Total de minutes jouées MJ : Nombre de matchs joués MT : Matchs joués en tant que titulaire : but : passe décisive : joueur entré : joueur remplacé : capitaine : carton jaune : carton rouge |
| Kevin Trapp           | -        | -        | -        | -        | -           | -              | -        | -        | Abréviations et symboles : TT : Total de minutes jouées MJ : Nombre de matchs joués MT : Matchs joués en tant que titulaire : but : passe décisive : joueur entré : joueur remplacé : capitaine : carton jaune : carton rouge |
| Marc-André ter Stegen | -        | -        | -        | -        | -           | -              | -        | -        | Abréviations et symboles : TT : Total de minutes jouées MJ : Nombre de matchs joués MT : Matchs joués en tant que titulaire : but : passe décisive : joueur entré : joueur remplacé : capitaine : carton jaune : carton rouge |
| Défenseurs            |          |          |          |          |             |                |          |          | Abréviations et symboles : TT : Total de minutes jouées MJ : Nombre de matchs joués MT : Matchs joués en tant que titulaire : but : passe décisive : joueur entré : joueur remplacé : capitaine : carton jaune : carton rouge |
| Marvin Plattenhardt   | 79       | -        | -        | 79       | -           | -              | 1        | 1        | Abréviations et symboles : TT : Total de minutes jouées MJ : Nombre de matchs joués MT : Matchs joués en tant que titulaire : but : passe décisive : joueur entré : joueur remplacé : capitaine : carton jaune : carton rouge |
| Jonas Hector          | -        | 87       | 78       | 165      | -           | -              | 2        | 2        | Abréviations et symboles : TT : Total de minutes jouées MJ : Nombre de matchs joués MT : Matchs joués en tant que titulaire : but : passe décisive : joueur entré : joueur remplacé : capitaine : carton jaune : carton rouge |
| Matthias Ginter       | -        | -        | -        | -        | -           | -              | -        | -        | Abréviations et symboles : TT : Total de minutes jouées MJ : Nombre de matchs joués MT : Matchs joués en tant que titulaire : but : passe décisive : joueur entré : joueur remplacé : capitaine : carton jaune : carton rouge |
| Mats Hummels          | 90       | -        | 90       | 180      | -           | -              | 2        | 2        | Abréviations et symboles : TT : Total de minutes jouées MJ : Nombre de matchs joués MT : Matchs joués en tant que titulaire : but : passe décisive : joueur entré : joueur remplacé : capitaine : carton jaune : carton rouge |
| Niklas Süle           | -        | -        | 90       | 90       | -           | -              | 1        | 1        | Abréviations et symboles : TT : Total de minutes jouées MJ : Nombre de matchs joués MT : Matchs joués en tant que titulaire : but : passe décisive : joueur entré : joueur remplacé : capitaine : carton jaune : carton rouge |
| Antonio Rüdiger       | -        | 90       | -        | 90       | -           | -              | 1        | 1        | Abréviations et symboles : TT : Total de minutes jouées MJ : Nombre de matchs joués MT : Matchs joués en tant que titulaire : but : passe décisive : joueur entré : joueur remplacé : capitaine : carton jaune : carton rouge |
| Jérôme Boateng        | 90       | 82       | -        | 172      | -           | -              | 2        | 2        | Abréviations et symboles : TT : Total de minutes jouées MJ : Nombre de matchs joués MT : Matchs joués en tant que titulaire : but : passe décisive : joueur entré : joueur remplacé : capitaine : carton jaune : carton rouge |
| Joshua Kimmich        | 90       | 90       | 90       | 270      | -           | -              | 3        | 3        | Abréviations et symboles : TT : Total de minutes jouées MJ : Nombre de matchs joués MT : Matchs joués en tant que titulaire : but : passe décisive : joueur entré : joueur remplacé : capitaine : carton jaune : carton rouge |
| Milieux               |          |          |          |          |             |                |          |          | Abréviations et symboles : TT : Total de minutes jouées MJ : Nombre de matchs joués MT : Matchs joués en tant que titulaire : but : passe décisive : joueur entré : joueur remplacé : capitaine : carton jaune : carton rouge |
| Sami Khedira          | 60       | -        | 58       | 118      | -           | -              | 2        | 2        | Abréviations et symboles : TT : Total de minutes jouées MJ : Nombre de matchs joués MT : Matchs joués en tant que titulaire : but : passe décisive : joueur entré : joueur remplacé : capitaine : carton jaune : carton rouge |
| Julian Draxler        | 90       | 46       | -        | 136      | -           | -              | 2        | 2        | Abréviations et symboles : TT : Total de minutes jouées MJ : Nombre de matchs joués MT : Matchs joués en tant que titulaire : but : passe décisive : joueur entré : joueur remplacé : capitaine : carton jaune : carton rouge |
| Toni Kroos            | 90       | 90       | 90       | 270      | 1           | -              | 3        | 3        | Abréviations et symboles : TT : Total de minutes jouées MJ : Nombre de matchs joués MT : Matchs joués en tant que titulaire : but : passe décisive : joueur entré : joueur remplacé : capitaine : carton jaune : carton rouge |
| Mesut Özil            | 90       | -        | 90       | 180      | -           | -              | 2        | 2        | Abréviations et symboles : TT : Total de minutes jouées MJ : Nombre de matchs joués MT : Matchs joués en tant que titulaire : but : passe décisive : joueur entré : joueur remplacé : capitaine : carton jaune : carton rouge |
| Marco Reus            | 30       | 90       | 90       | 210      | 1           | 1              | 3        | 2        | Abréviations et symboles : TT : Total de minutes jouées MJ : Nombre de matchs joués MT : Matchs joués en tant que titulaire : but : passe décisive : joueur entré : joueur remplacé : capitaine : carton jaune : carton rouge |
| Thomas Müller         | 90       | 90       | 27       | 207      | -           | -              | 3        | 2        | Abréviations et symboles : TT : Total de minutes jouées MJ : Nombre de matchs joués MT : Matchs joués en tant que titulaire : but : passe décisive : joueur entré : joueur remplacé : capitaine : carton jaune : carton rouge |
| Leon Goretzka         | -        | -        | 63       | 63       | -           | -              | 1        | 1        | Abréviations et symboles : TT : Total de minutes jouées MJ : Nombre de matchs joués MT : Matchs joués en tant que titulaire : but : passe décisive : joueur entré : joueur remplacé : capitaine : carton jaune : carton rouge |
| Sebastian Rudy        | -        | 31       | -        | 31       | -           | -              | 1        | 1        | Abréviations et symboles : TT : Total de minutes jouées MJ : Nombre de matchs joués MT : Matchs joués en tant que titulaire : but : passe décisive : joueur entré : joueur remplacé : capitaine : carton jaune : carton rouge |
| Julian Brandt         | 4        | 3        | 12       | 19       | -           | -              | 3        | -        | Abréviations et symboles : TT : Total de minutes jouées MJ : Nombre de matchs joués MT : Matchs joués en tant que titulaire : but : passe décisive : joueur entré : joueur remplacé : capitaine : carton jaune : carton rouge |
| İlkay Gündoğan        | -        | 59       | -        | 59       | -           | -              | 1        | -        | Abréviations et symboles : TT : Total de minutes jouées MJ : Nombre de matchs joués MT : Matchs joués en tant que titulaire : but : passe décisive : joueur entré : joueur remplacé : capitaine : carton jaune : carton rouge |
| Attaquants            |          |          |          |          |             |                |          |          | Abréviations et symboles : TT : Total de minutes jouées MJ : Nombre de matchs joués MT : Matchs joués en tant que titulaire : but : passe décisive : joueur entré : joueur remplacé : capitaine : carton jaune : carton rouge |
| Timo Werner           | 86       | 90       | 90       | 266      | -           | -              | 3        | 3        | Abréviations et symboles : TT : Total de minutes jouées MJ : Nombre de matchs joués MT : Matchs joués en tant que titulaire : but : passe décisive : joueur entré : joueur remplacé : capitaine : carton jaune : carton rouge |
| Mario Gómez           | 11       | 44       | 32       | 87       | -           | 1              | 3        | 0        | Abréviations et symboles : TT : Total de minutes jouées MJ : Nombre de matchs joués MT : Matchs joués en tant que titulaire : but : passe décisive : joueur entré : joueur remplacé : capitaine : carton jaune : carton rouge |
| TOTAL                 |          |          |          |          |             |                |          |          | Abréviations et symboles : TT : Total de minutes jouées MJ : Nombre de matchs joués MT : Matchs joués en tant que titulaire : but : passe décisive : joueur entré : joueur remplacé : capitaine : carton jaune : carton rouge |
| Équipe d'Allemagne    | 90       | 90       | 90       | 270      | 2           | 2              | 3        | -        | Abréviations et symboles : TT : Total de minutes jouées MJ : Nombre de matchs joués MT : Matchs joués en tant que titulaire : but : passe décisive : joueur entré : joueur remplacé : capitaine : carton jaune : carton rouge |

| Buts  | Joueurs    | Adversaires |
| ----- | ---------- | ----------- |
| 1     | Marco Reus | Suède       |
| 1     | Toni Kroos | Suède       |
| TOTAL | 2 BUTS     | 2 BUTS      |

| Passes | Joueurs            | Adversaires        |
| ------ | ------------------ | ------------------ |
| 1      | Mario Gómez        | Suède              |
| 1      | Marco Reus         | Suède              |
| TOTAL  | 2 PASSES DÉCISIVES | 2 PASSES DÉCISIVES |